# Соната для фортепіано № 17 (Моцарт)
Соната для фортепіано № 17 В. А. Моцарта, KV 570, сі-бемоль мажор написана 1789 року. Складається з трьох частин:
1. Allegro
2. Adagio
3. Allegretto

Соната триває близько 18 хвилин.[джерело?]